# Казе ди Ренцо (Терамо)
Казе ди Ренцо (итал. Case di Renzo) је насеље у Италији у округу Терамо, региону Абруцо.
Према процени из 2011. у насељу је живело 35 становника. Насеље се налази на надморској висини од 389 м.